# Coleophora coarctataephaga
Coleophora coarctataephaga é uma espécie de mariposa do gênero Coleophora pertencente à família Coleophoridae.